# 나종훈
나종훈(羅鐘勳, 1957년 2월 12일 ~ )은 대한민국의 바둑 기사이다. 조훈현 九단의 이종사촌 동생이다.

## 약력
1982년 입단했다. 1993년 12기 KBS 바둑왕전과 2001년 20기 KBS 바둑왕전, 2002년 21기 KBS 바둑왕전 8강에 진출했다. 2005년 6단으로 승단했다. 2007년 KB국민은행 2007 한국바둑리그에 울산 디아채 제5지명으로 출전했으며, 2010년 제4기 지지옥션배 본선에 올랐다. 2011년 7월에 7단으로 승단하였고 2015년 2015시니어기성전 본선4강에 진출했다. 2018년 3월, 8단으로 승단했다.